# Справа про вільнодумство
Справа про вільнодумство — політичне розслідування, яке проводилося під безпосереднім наглядом шефа жандармів Бенкендорфа 1827—1830 над групою професорів Ніжинської гімназії вищих наук князя О. Безбородька.

## Історія
Повстання декабристів вплинуло на проникнення визвольних ідей в середовище прогресивно настроєної інтелігенції. Передові професори гімназії:  М. Білоусов, І. Ландражин,  Ф. Зінгер, С. Андрущенко,  М. Соловйов, К. Шапалинський,-  в лекціях і розмовах з гімназистами  пропагували ідеї французької революції, засуджували самодержавно-кріпосницький лад. Реакційно настроєний професора Білевич сповістив поліцію про "вільнодумство" прогресивної групи професорів. Після розслідування, проведеного міністерством народної освіти, п'ятьох прогресивних професорів, звинувачених у політичному і релігійному "вільнодумстві", за наказом царя було позбавлено посад і в 1830 р. було заслано в різні місця під нагляд поліції.